# Rue de Téhéran
La rue de Téhéran est une voie du 8e arrondissement de Paris.

## Situation et accès
Elle commence boulevard Haussmann et se termine rue de Monceau. Elle se caractérise par la proximité à la fois du parc Monceau et du boulevard Haussmann. Par ailleurs, elle se compose principalement d'immeubles haussmanniens et d'anciens hôtels particuliers. L'ensemble des bâtiments de la rue est classé. Certains accueillent des éléments de façade réalisés par Gustave Eiffel.
Le quartier est desservi par les lignes de métro 9 et 13 à la station Miromesnil.

## Origine du nom
Son nom correspond à la ville de Téhéran, capitale de l'Iran.

## Historique
L’avenue de Plaisance a été créée en 1810 au moment de la création de l'abattoir du Roule, dont elle marquait la limite ouest (voir « Rue de Miromesnil ») ; elle allait alors de l'avenue de Munich (sur l'emplacement actuel du boulevard Haussmann) à la rue de la Bienfaisance. Elle reçut sa dénomination par décision ministérielle du 21 juin 1844.
En vertu d'une ordonnance royale du 2 février 1826, elle fut prolongée depuis la rue de la Bienfaisance jusqu'à la rue de Lisbonne par une voie dénommée « rue de Plaisance », ouverte sur les terrains de Jonas-Philip Hagerman et Sylvain Mignon, les deux spéculateurs à l'origine de la création du quartier de l'Europe. La rue reçut sa dénomination en référence au duché de Plaisance en Italie, constitué par Napoléon Ier au profit du troisième consul, Charles-François Lebrun, décédé peu avant en 1824.
La prolongation jusqu'à la rue de Valois-du-Roule (rue de Monceau), envisagée dès le départ, ne fut effective que quelques années plus tard. L'ensemble de la rue prit sa dénomination actuelle en 1864.
Après la Seconde Guerre mondiale, la rue de Téhéran prend une place importante dans la vie artistique de la capitale. En 1946, la Fondation Maeght s'y installe et ouvre une galerie. De nombreux artistes y sont alors exposés comme Kandinsky, Chagall, Matisse ou encore Braque. Depuis, la galerie Lelong lui a succédé.
De nos jours, elle accueille les sièges de grands noms du luxe comme les Parfums Christian Dior, Caudalie ainsi que des institutions financières de renom.

## Bâtiments remarquables et lieux de mémoire
- No 7 : emplacement de l'hôtel particulier du peintre Gustave Popelin (1859-1937), fils du poète Claudius Popelin[3].
- No 9 (démoli) : le 26 novembre 1936, en présence de l’ambassadeur des États-Unis, la Bibliothèque américaine (American Library), anciennement installée rue de l’Élysée, inaugure ses nouveaux locaux à cette adresse, dans un hôtel à deux étages de pierre et de brique « entre cour et jardin »[4],[5].
- No 11 : ancien emplacement du siège de l'Omnium des Produits Azotiques (OPA), intermédiaire entre l'État français et la Kölner Rottweil Aktien Gesellschaft (KR), filiale allemande de l’IG Farben, représentant le gouvernement allemand pour l’achat de poudres et d’explosifs aux poudreries françaises. Elle commande 37 tonnes de Zyklon B à l'usine française d'Ugine. Ses bureaux se situaient au 91, rue Jouffroy-d'Abbans.
- Nos 12 à 14 : hôtel particulier de la seconde moitié du XIXe siècle de style néo-Renaissance avec un grand fronton brisé, dont l’entrée, rue Treilhard, est mise en valeur par une élégante marquise montée sur des colonnettes en fonte[6].
- No 17 : le haut fonctionnaire et homme politique Périclès Grimanelli a vécu à cette adresse[7].
- No 19 : la direction et le secrétariat de l'UGIF - Union générale des israélites de France (1941-1944) étaient établis à cette adresse sous l'Occupation. Cet organisme, institué par le régime de Vichy en 1941 est abrogé par le Gouvernement provisoire de la République française en 1944[8].
Ultérieurement siège de l'association FSJU - Fonds social juif unifié (créé en 1950) et de l'ADASEJ - œuvre d'assistance sociale à l'enfance juive qui y étaient encore installées dans les années 1990[9] et ont depuis quitté les lieux pour s'établir au 37, rue Broca (5e).

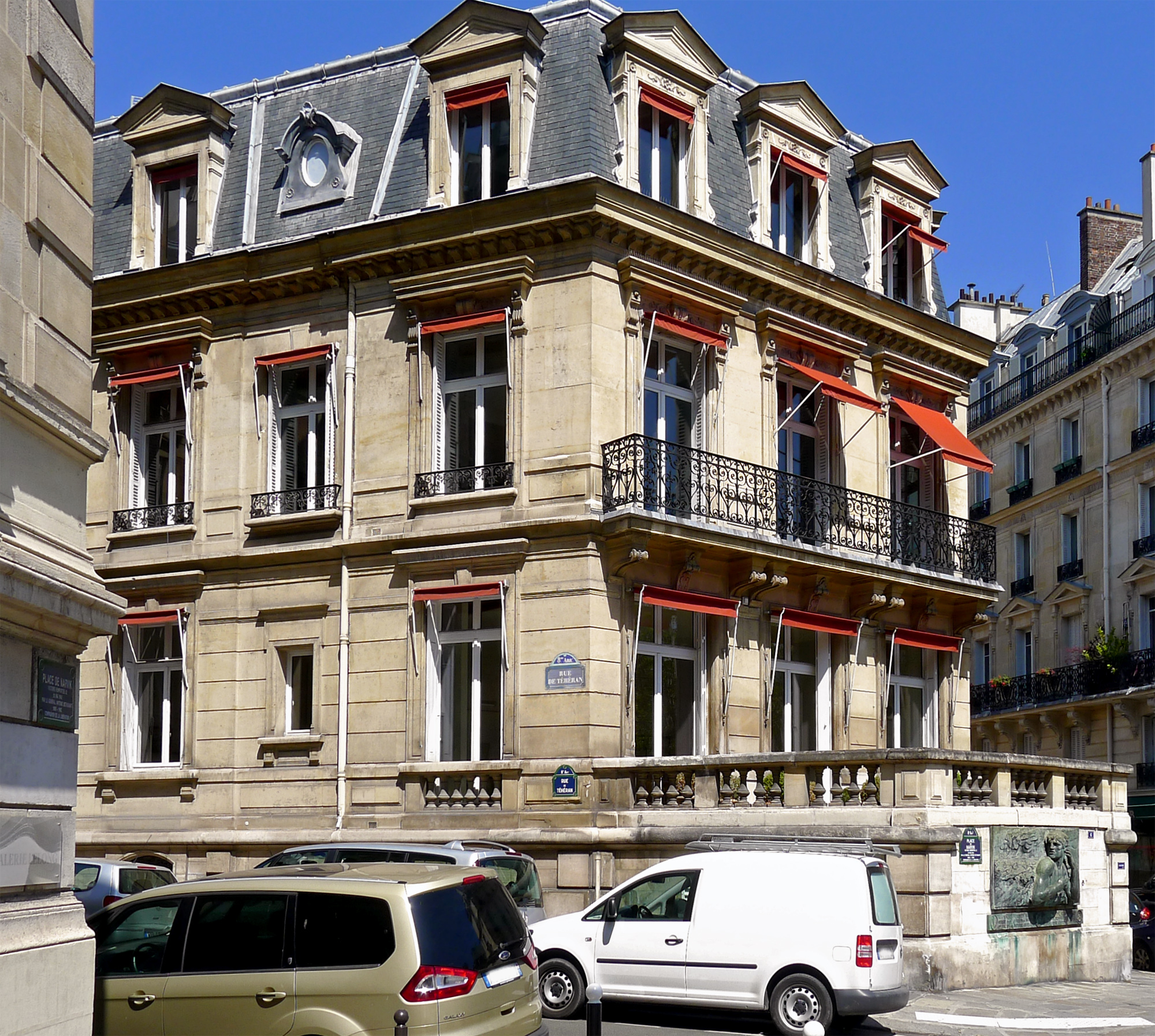
No 12, au niveau de la place de Narvik.
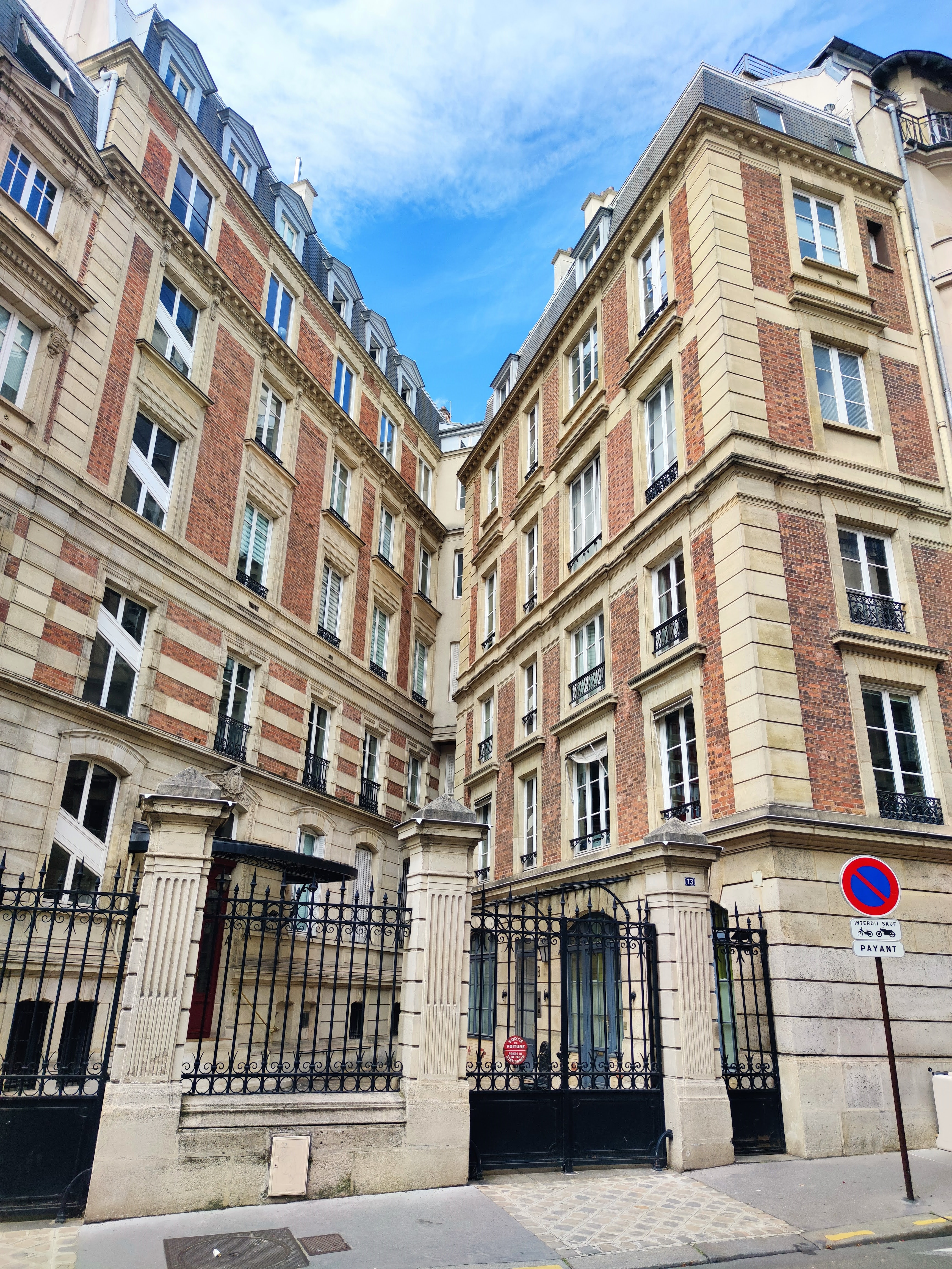
No 13.
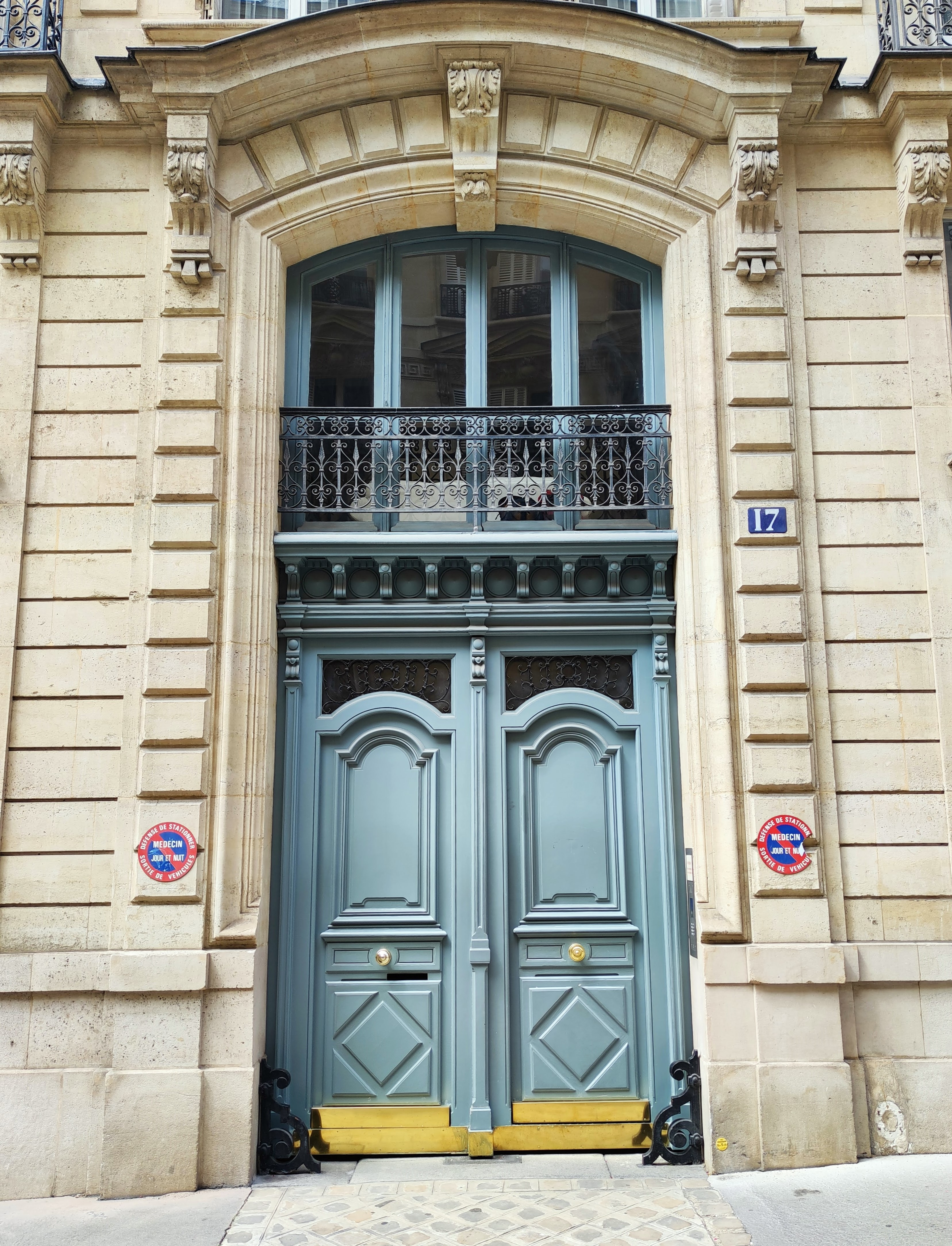
No 17.
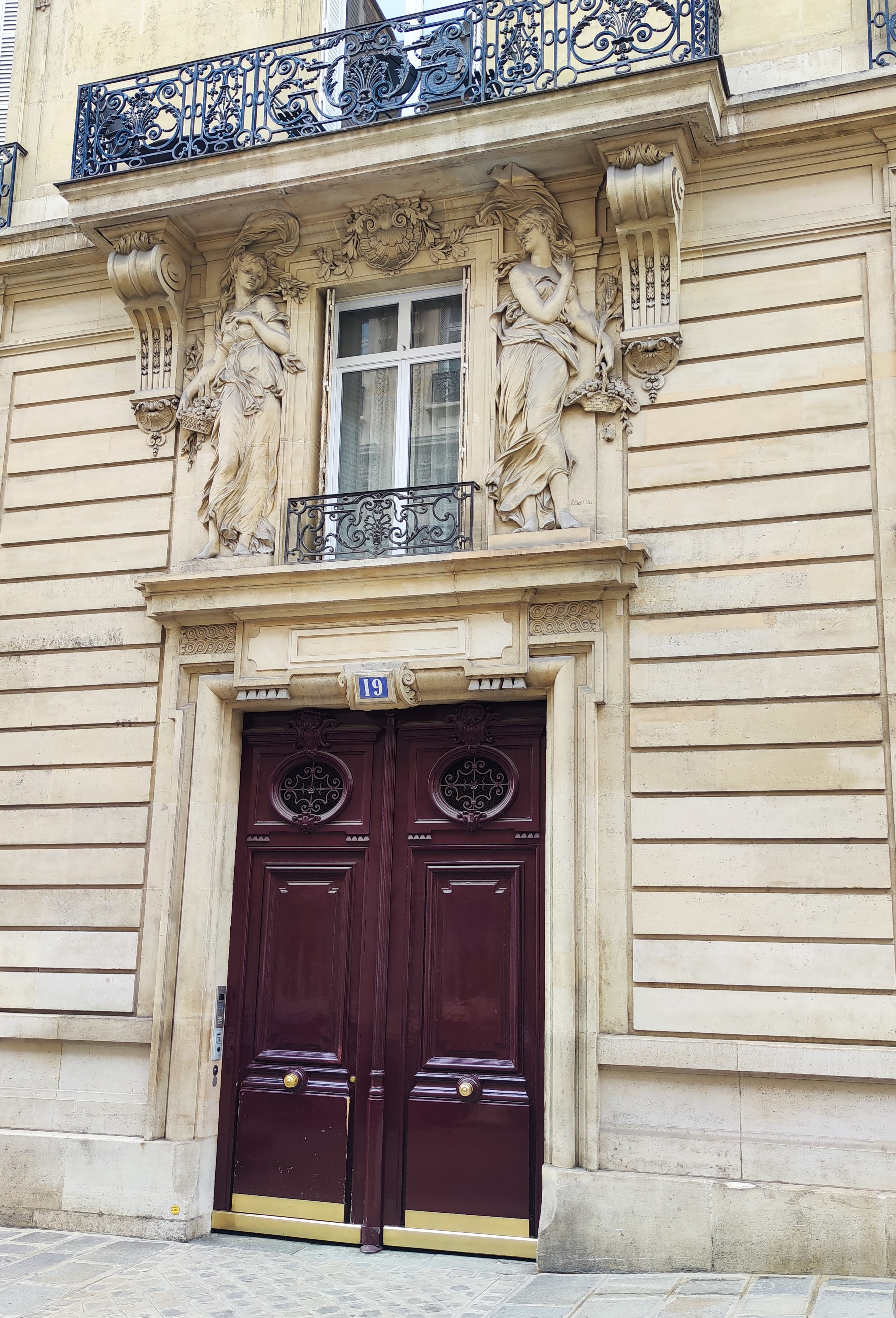
No 19.

### Habitants célèbres
- No 6 : Le baron Anatole Döé (1826-1913), ancien commandant du 3e bataillon des Mobiles de l'Aube pendant la guerre de 1870[10], ancien président de la Société d’encouragement pour l’amélioration de la race chevaline dans l’Aube, finit ses jours au no 6[11].
- No 13 : ancien domicile de l'architecte Wilbrod Chabrol (1835-1919).
- No 15 : la danseuse Cléo de Mérode (1875-1966), habitait déjà ici en 1910[1] et y mourut en 1966.
- Le diplomate et écrivain Maurice Paléologue (1859-1944), de l'Académie française, est mort à son domicile dans cette rue.
- No 17 : le haut fonctionnaire et homme politique Périclès Grimanelli[Quoi ?].